# 神田阿久鯉
神田 阿久鯉（かんだ あぐり、8月24日 - ）は、日本の講談師。本名：松井 弓佳。紋は丸に三つ柏。

## 概要
神奈川県横浜市出身。日本大学芸術学部放送学科を卒業。
1996年12月、三代目神田松鯉に入門。前座名、神田小松。2001年4月、神田阿久鯉に改名し、二ツ目昇進。「阿久鯉」の名は、「赤穂義士伝」をこよなく愛する師匠・松鯉が、浅野内匠頭の妻・瑤泉院の名「阿久里」にちなんでつけたものだという。2008年4月、真打昇進。2015年、国立演芸場花形演芸会特別賞を受賞した。
阿久鯉の真打昇進披露宴で能「羽衣」を演じた観世流シテ方人間国宝の足立禮子（2013年死去）は、遠縁にあたる。
松鯉一門の中では長らく落語芸術協会には所属していなかったが、若手真打ユニット「チーム江戸噺」の公演にも参加、客演・代演などで芸協の定席興行に出演するようになった。その後、2019年8月8日付で落語芸術協会に入会している。

## 出演
- レギュラー番組への道「熱談プレイバック」（2024年6月22日、NHK総合）[5]

## 弟子

### 破門
- 神田久太郎
- 神田久之介